# Podonephelium concolor
Podonephelium concolor är en kinesträdsväxtart som beskrevs av Ludwig Radlkofer. Podonephelium concolor ingår i släktet Podonephelium och familjen kinesträdsväxter. Inga underarter finns listade i Catalogue of Life.